# Pseudostenophylax schelpei
Pseudostenophylax schelpei är en nattsländeart som först beskrevs av Douglas E. Kimmins 1954.  Pseudostenophylax schelpei ingår i släktet Pseudostenophylax och familjen husmasknattsländor. Inga underarter finns listade i Catalogue of Life.